# 永田あおい
永田 あおい（ながた あおい、1988年2月10日 - ）は、鳥取県倉吉市出身の元女子プロゴルファーである。チュウブ所属。80期生。158 cm、54 kg、鳥取県立倉吉西高等学校卒業。
2019年1月4日、昨季限りでの現役引退を表明した。